# Argentina Open 2020
L'Argentina Open 2020 è stato un torneo di tennis giocato sulla terra rossa nella categoria ATP Tour 250 nell'ambito dell'ATP Tour 2020. È stata la 81ª edizione del torneo precedentemente conosciuto come Copa Telmex. Si è giocato al Buenos Aires Lawn Tennis Club di Buenos Aires, in Argentina, dal 10 al 16 febbraio 2020.

## Partecipanti

### Teste di serie
| Nazionalità | Giocatore            | Ranking* | Testa di serie |
| ----------- | -------------------- | -------- | -------------- |
| Argentina   | Diego Schwartzman    | 14       | 1              |
| Argentina   | Guido Pella          | 22       | 2              |
| Serbia      | Dušan Lajović        | 24       | 3              |
| Croazia     | Borna Ćorić          | 30       | 4              |
| Cile        | Cristian Garín       | 31       | 5              |
| Serbia      | Laslo Đere           | 39       | 6              |
| Spagna      | Albert Ramos Viñolas | 42       | 7              |
| Norvegia    | Casper Ruud          | 45       | 8              |

* Ranking al 3 febbraio 2020.

### Altri partecipanti
I seguenti giocatori hanno ricevuto una wild card per il tabellone principale:
- Francisco Cerúndolo
- Facundo Díaz Acosta
- Leonardo Mayer

Il seguente giocatore ha avuto accesso al tabellone principale come special exempt:
- Andrej Martin

I seguenti giocatori sono entrati nel tabellone principale passando dalle qualificazioni:

- Facundo Bagnis
- Filip Horanský
- Jozef Kovalík
- Pedro Martínez

### Ritiri
Prima del torneo
- Matteo Berrettini → sostituito da  Corentin Moutet
- Nicolás Jarry → sostituito da  Jaume Munar
- Dominic Thiem → sostituito da  Roberto Carballés Baena

Durante il torneo
- Diego Schwartzman

## Partecipanti al doppio

### Teste di serie
| Nazione   | Giocatore         | Nazione     | Giovatore        | Ranking* | Testa di serie |
| --------- | ----------------- | ----------- | ---------------- | -------- | -------------- |
| Spagna    | Marcel Granollers | Argentina   | Horacio Zeballos | 24       | 1              |
| Argentina | Máximo González   | Francia     | Fabrice Martin   | 54       | 2              |
| Belgio    | Sander Gillé      | Belgio      | Joran Vliegen    | 82       | 3              |
| Brasile   | Marcelo Demoliner | Paesi Bassi | Matwé Middelkoop | 117      | 4              |

* Ranking aggiornato al 3 febbraio 2020.

### Altri partecipanti
Le seguenti coppie hanno ricevuto una wild card per il tabellone principale:
- Andrea Collarini /  Federico Coria
- Andrea Collarini /  Carlos Taberner

## Campioni

### Singolare
Casper Ruud ha sconfitto in finale  Pedro Sousa con il punteggio di 6-1, 6-4.
- È il primo titolo in carriera per Ruud.

### Doppio
Marcel Granollers /  Horacio Zeballos hanno sconfitto in finale  Guillermo Durán /  Juan Ignacio Londero con il punteggio di 6-4, 5-7, [18-16].